# Football Club Forlì
Actualités
Le Football Club Forlì est le principal club de football de Forlì, créé en 1919. 

## Historique
Son nom d'origine était Foot-Ball Club Forlì. En juillet 2007, le second club de Forlì, le ASD Sporting Forlì, change son nom en Football Club Forlì, et reprend le palmarès de l'ancien FC Forlì.
Le Forlì Football Club a participé à la Serie B en 1947. 